# Mandya
Mandya là một thị xã và là nơi đặt hội đồng thành phố của quận Mandya thuộc bang Karnataka, Ấn Độ.

## Địa lý
Mandya nằm ở vị trí 12°31′B 76°54′Đ / 12,52°B 76,9°Đ, với độ cao trung bình là 678 mét (2224 feet).

## Nhân khẩu
Theo điều tra dân số năm 2001 của Ấn Độ, Mandya có dân số 131.211 người. Phái nam chiếm 51% tổng số dân và phái nữ chiếm 49%. Mandya có tỷ lệ 73% biết đọc biết viết, cao hơn tỷ lệ trung bình toàn quốc là 59,5%: tỷ lệ cho phái nam là 77%, và tỷ lệ cho phái nữ là 68%. Tại Mandya, 11% dân số nhỏ hơn 6 tuổi.